# Alvarado (Minnesota)
Alvarado es una ciudad ubicada en el condado de Marshall en el estado estadounidense de Minnesota. En el Censo de 2010 tenía una población de 363 habitantes y una densidad poblacional de 648,87 personas por km².

## Geografía
Alvarado se encuentra ubicada en las coordenadas 48°11′34″N 96°59′54″O / 48.19278, -96.99833. Según la Oficina del Censo de los Estados Unidos, Alvarado tiene una superficie total de 0.56 km², de la cual 0.56 km² corresponden a tierra firme y (0%) 0 km² es agua.

## Demografía
Según el censo de 2010, había 363 personas residiendo en Alvarado. La densidad de población era de 648,87 hab./km². De los 363 habitantes, Alvarado estaba compuesto por el 88.15% blancos, el 0.28% eran afroamericanos, el 0.28% eran amerindios, el 0.28% eran asiáticos, el 0% eran isleños del Pacífico, el 9.64% eran de otras razas y el 1.38% pertenecían a dos o más razas. Del total de la población el 16.25% eran hispanos o latinos de cualquier raza.